# 1581
| [ Edytuj tabelę ]              | |
| Król Polski                    | - 1575 Anna Jagiellonka 1587 - 1575 Stefan Batory 1586 |
| Współksiążęta Andory           | - 1580 Hug Ambrós de Montcada 1586 - 1572 Henryk IV Burbon 1610 |
| Król Anglii                    | - 1558 Elżbieta I 1603 |
| Elektor Brandenburgii          | - 1571 Jan Jerzy 1598 |
| Książę Bawarii                 | - 1579 Wilhelm V 1597 |
| Sułtan Brunei                  | - 1575 Saiful Rijal 1600 |
| Cesarz Chin                    | - 1572 Wanli 1620 |
| Król Czech                     | - 1576 Rudolf II Habsburg 1611 |
| Król Danii                     | - 1559 Fryderyk II 1588 |
| Dalajlama                      | - 1543 Sonam Gjaco 1588 |
| Cesarz Etiopii                 | - 1563 Sertse Dyngyl 1597 |
| Król Francji                   | - 1574 Henryk Walezy 1589 |
| Król Hiszpanii                 | - 1556 Filip II 1598 |
| Landgraf Hesji-Kassel          | - 1567 Wilhelm IV Mądry 1592 |
| Stadhouder Holandii            | - 1574 Wilhelm Orański 1584 |
| Szach Iranu                    | - 1577 Mohammad Chodabande 1587 |
| Państwo Wielkich Mogołów       | - 1556 Akbar 1605 |
| Cesarz Japonii                 | - 1557 Ōgimachi 1586 |
| Kalif                          | - 1574 Murad III 1595 |
| Patriarcha Konstantynopola     | - 1580 Jeremiasz II Tranos 1584 |
| Władca Korei                   | - 1567 Sŏnjo 1608 |
| Książę Kurlandii i Semigalii   | - 1561 Gotthard Kettler 1587 |
| Sułtan Maroka                  | - 1578 Ahmad al-Mansur 1603 |
| Senior Monako                  | - 1532 Honoriusz I 1581 - 1581 Karol II 1589 |
| Król Nawarry                   | - 1572 Henryk III 1610 |
| Król Norwegii                  | - 1559 Fryderyk II 1588 |
| Sułtan Omanu                   | - 1560 Abd Allah ibn Muhammad 1624 |
| Elektor Palatynatu             | - 1576 Ludwik VI 1583 |
| Papież                         | - 1572 Grzegorz XIII 1585 |
| Książę Parmy i Piacenzy        | - 1556 Oktawiusz Farnese 1586 |
| Król Portugalii                | - 1581 Filip I 1598 |
| Książę w Prusach               | - 1568 Albrecht Fryderyk 1618 - 1578 Jerzy Fryderyk (regent) 1603 |
| Car Rosji                      | - 1547 Iwan IV Groźny 1584 |
| Cesarz Rzymski (niemiecki)     | - 1576 Rudolf II Habsburg 1612 |
| Kapitanowie Regenci San Marino | - 1580 Giambattista Belluzzi Sinibaldo Sinibaldi 1581 - 1581 Innocenzo Brancuti Gio Lodovico di Matteo Belluzzi 1581 - 1581 Giuliano Corbelli Gio. Paolo Belluzzi 1582 |
| Elektor Saksonii               | - 1553 August Wettyn 1586 |
| Król Szkocji                   | - 1567 Jakub VI 1625 |
| Król Szwecji                   | - 1569 Jan III Waza 1592 |
| Król Tajlandii                 | - 1569 Maha Thammaracha Thirat 1590 |
| Sułtan Turków                  | - 1574 Murad III 1595 |
| Doża Wenecji                   | - 1578 Nicolò da Ponte 1585 |
| Król Węgier                    | - 1576 Rudolf II 1608 |

Rok 1581 / MDLXXXI
stulecia: XV wiek ~
XVI wiek ~
XVII wiek

lata: 1571 «
1576 «
1577 «
1578 «
1579 «
1580 «
1581
» 1582
» 1583
» 1584
» 1585
» 1586
» 1591

## Wydarzenia w Polsce
- 22 stycznia-8 marca – w Warszawie obradował sejm zwyczajny[1].
- 31 stycznia – Radomyśl Wielki otrzymał prawa miejskie.
- 27 czerwca – I wojna polsko-rosyjska: 30-tysięczna armia moskiewsko-tatarska spaliła kilkaset domów na przedmieściach Mohylewa, jednak 200 husarzy z roty Marcina Kazanowskiego zaatakowało oblegających i powstrzymywało dalszy atak, a potem, po przybyciu odsieczy w postaci roty Temruka Szymkowicza i roty porucznika Halibeka, odparła spod miasta.
- 24 sierpnia – oblężenie przez Jana Zamoyskiego wraz ze Stefanem Batorym twierdzy Psków
- Utworzenie Trybunału Głównego Wielkiego Księstwa Litewskiego na wzór Koronnego.
- Przetłumaczenie Zwierciadła saskiego na język polski przez Pawła Szczerbicza.

## Wydarzenia na świecie
- 4 kwietnia – korsarz Francis Drake, po zakończeniu rejsu dookoła świata, otrzymał tytuł szlachecki od królowej Elżbiety I.
- 17 kwietnia – Kortezy Portugalii ogłosiły Filipa II Hiszpańskiego królem Portugalii.
- 14 lipca – został aresztowany angielski jezuita Edmund Campion.
- 25 lipca – zwycięstwo Portugalczyków nad Hiszpanami w bitwie koło Zatoki Salga, na leżącej w archipelagu Azorów wyspie Terceira.
- 26 lipca – ogłoszono niepodległość konfederacji północnych prowincji Niderlandów od Hiszpanii.
- 6 września – wojny inflanckie: wojska szwedzkie zdobyły Narwę i dokonały masakry rosyjskich obrońców i mieszkańców.
- 11 września – założona została Kompania Turecka, z której w 1592 powstała Kompania Lewantyńska[2].
- Katarzyna Medycejska wystawia pierwszy w historii balet Le Ballet Comique de la Reyne (Komiczny Balet Królowej).

## Urodzili się
- 4 stycznia – James Ussher, anglikański arcybiskup (zm. 1656)
- 16 marca – Pieter Corneliszoon Hooft, holenderski poeta, dramaturg i historyk epoki renesansu (zm. 1647)
- 19 kwietnia – Joachim Fryderyk von Mansfeld, niemiecki hrabia i pułkownik królewski (zm. 1623)
- 24 kwietnia – Wincenty à Paulo, święty, francuski duchowny katolicki (zm. 1660)
- 18 lipca – Hendrik Brouwer, holenderski odkrywca i żeglarz Holenderskiej Kompanii Wschodnioindyjskiej (zm. 1643)
- 2 października – Juan Ruiz de Alarcón, hiszpańskojęzyczny dramaturg pochodzący z Nowego Świata (zm. 1639)
- 21 października – Domenichino, włoski malarz i rysownik okresu baroku (zm. 1641)
- 1 listopada – Adriaan Pauw, holenderski polityk, Wielki Pensjonariusz Holandii (zm. 1653)
- 7 listopada – Maria Elżbieta Wittelsbach (Pfalz-Zweibrücken), księżniczka Palatynatu-Zweibrücken, księżna Palatynatu-Veldenz (zm. 1637)
- 9 grudnia – Emilia Antwerpiana Orańska, księżniczka Oranii, księżna Palatynatu-Zweibrücken-Landsberg (zm. 1657)
- 10 grudnia – Ernest Magnus Denhoff, wojewoda parnawski 1640 r., starosta dorpacki, starosta telszewski (zm. 1642)

- data dzienna nieznana: 
  - Stanisław Baryczka, burmistrz Starej Warszawy (zm. 1651)
  - Antoine Coëffier de Ruzé, marszałek Francji (zm. 1632)
  - Melchior Ferdynand de Gaschin, starosta księstwa opolsko-raciborskiego (zm. 1665)
  - Edmund Gunter, matematyk, wynalazca i konstruktor licznych przyrządów pomiarowych (zm. 1626)
  - Frans Hals, holenderski malarz okresu baroku (zm. 1666)
  - Andrzej Hünefeld, drukarz i księgarz gdański pochodzenia niemieckiego (zm. 1666)
  - Jan Karol Konopacki, przewidziany na biskupa warmińskiego oraz na administratora apostolskiego diecezji sambijskiej (zm. 1643)
  - Karol Malapert, belgijski jezuita i astronom (zm. 1630)
  - Hieronim Morsztyn, polski poeta barokowy (zm. 1623)
  - Łukasz Opaliński starszy, marszałek wielki koronny 1634–1650, marszałek nadworny koronny (zm. 1654)
  - Jan Opaliński, wojewoda kaliski i poznański (zm. 1637)
  - P’yŏnyang Ŏngi, koreański mistrz sŏn, uczeń Sǒsana Taesy (zm. 1644)
  - Stefan Sadorski, właściciel majątków ziemskich w Prusach Książęcych (zm. 1640)
  - Jean Duvergier de Hauranne, francuski teolog, prezbiter, opat. Jeden z głównych przedstawicieli jansenizmu (zm. 1643)
  - Mikołaj Sapieha Pobożny, wojewoda brzeskolitewski i miński (zm. 1644)
  - Giovanni Battista Soria, włoski architekt (zm. 1651)
  - Bernardo Strozzi, włoski malarz okresu baroku (zm. 1644)
  - Elizabeth Jane Weston, angielska poetka nowołacińska (zm. 1612)
  - Maciej Węgierski, protestancki kaznodzieja (zm. 1638)

## Zmarli
- 27 maja – Krzysztof Batory, książę Siedmiogrodu (ur. 1530)
- 9 października – Ludwik Bertrand, hiszpański dominikanin, święty katolicki (ur. 1526)
- 8 listopada – Gabriel Bekiesz, dowódca węgierski w służbie Rzeczypospolitej (ur. ?)
- 1 grudnia:
  - Aleksander Briant, angielski jezuita i męczennik (ur. 1556)
  - Rudolf Sherwin, angielski duchowny katolicki, męczennik, święty (ur. ok. 1550)

- data dzienna nieznana: 
  - Antoni (metropolita Moskwy), metropolita Moskwy i Wszechrusi (ur. 1501)
  - Jakub Uchański, prymas Polski, sekretarz wielki koronny (ur. 1502)
  - Mikołaj Sienicki, podkomorzy chełmski, polityk ruchu egzekucyjnego, wielokrotny marszałek sejmu (ur. ok. 1520)